# Japanse beuk
De Japanse beuk (Fagus crenata) is een bladverliezende boom die tot de napjesdragersfamilie (Fagaceae) behoort. De soort is endemisch in Japan

## Beschrijving
Een volgroeide Japanse beuk wordt doorgaans 30 tot 35 meter hoog. De boom heeft een dicht bladerdak met een ronde kroon en een gladde en grijze bast. De licht geribbelde bladeren zijn eenvoudig van vorm en meten 10 tot 15 centimeter. Ze zijn het breedst bij de basis en hebben zeven tot elf nerven. De bladeren zitten afwisselend gegroepeerd aan de tak. De noot heeft een korte, dikke stengel van zo'n vijftien millimeter lang. Het onderste deel van de schil van de noot is bedekt met afgeplatte groene stekels. De bloemen worden door middel van de wind bestoven.

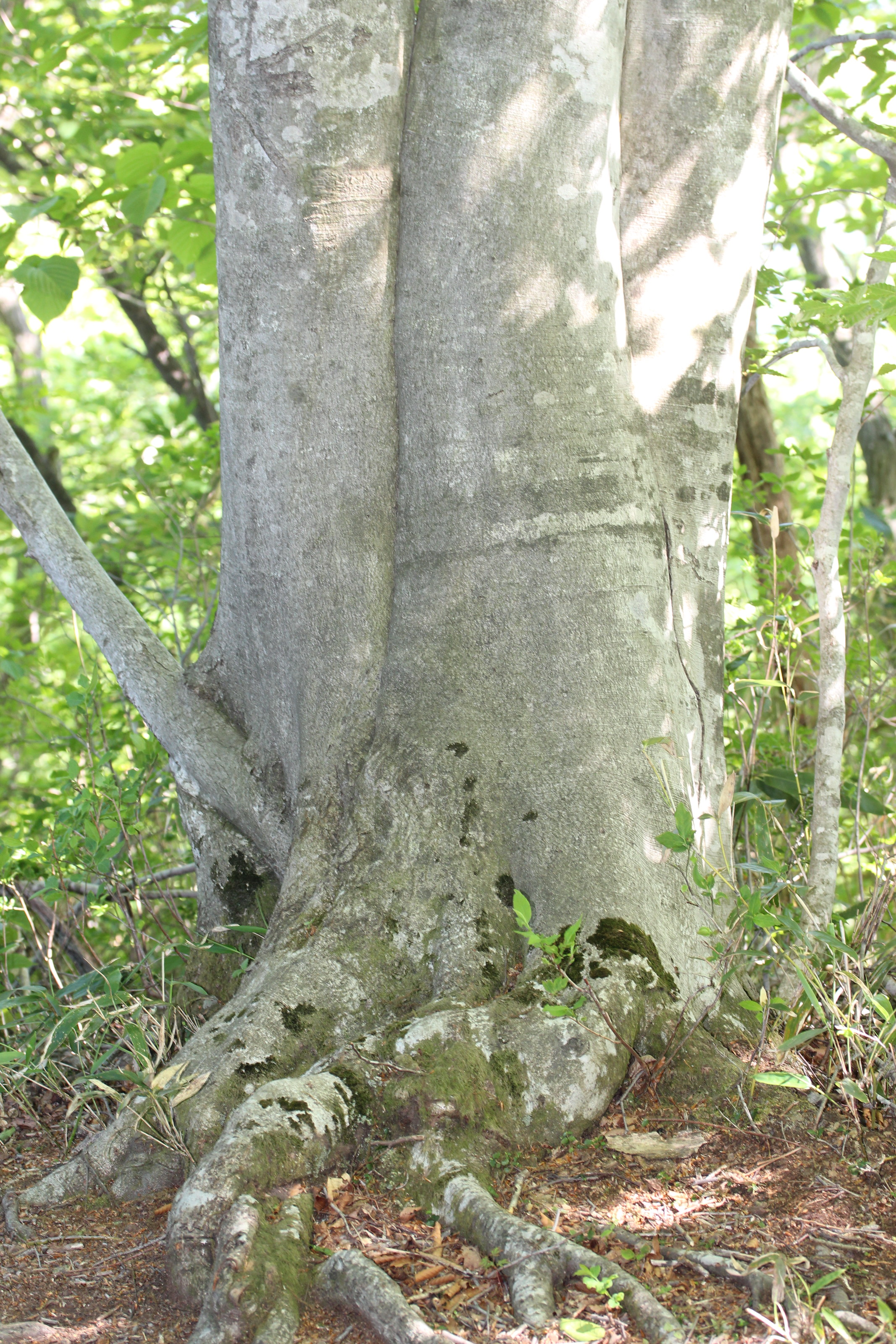
Bast
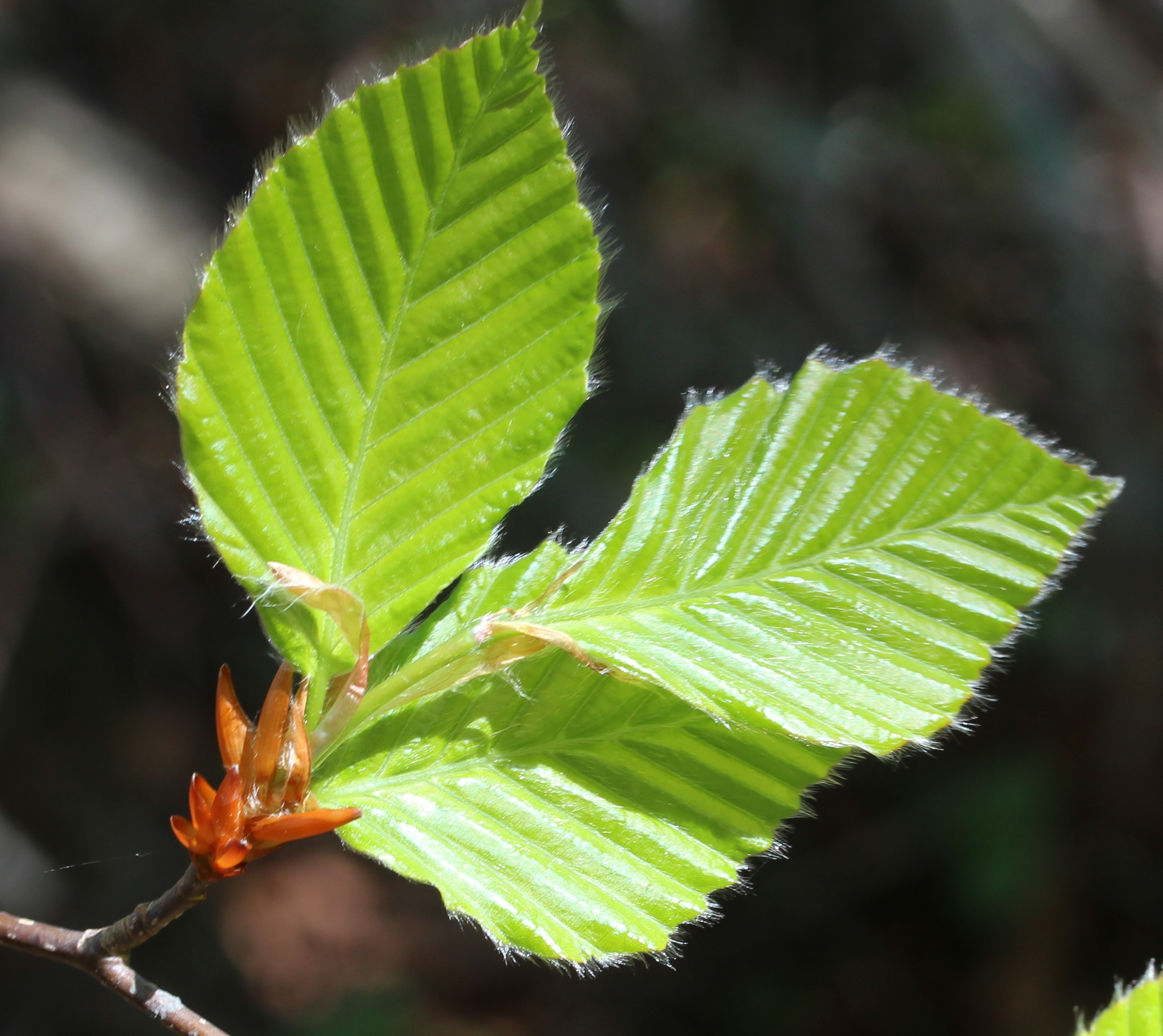
jonge bladeren
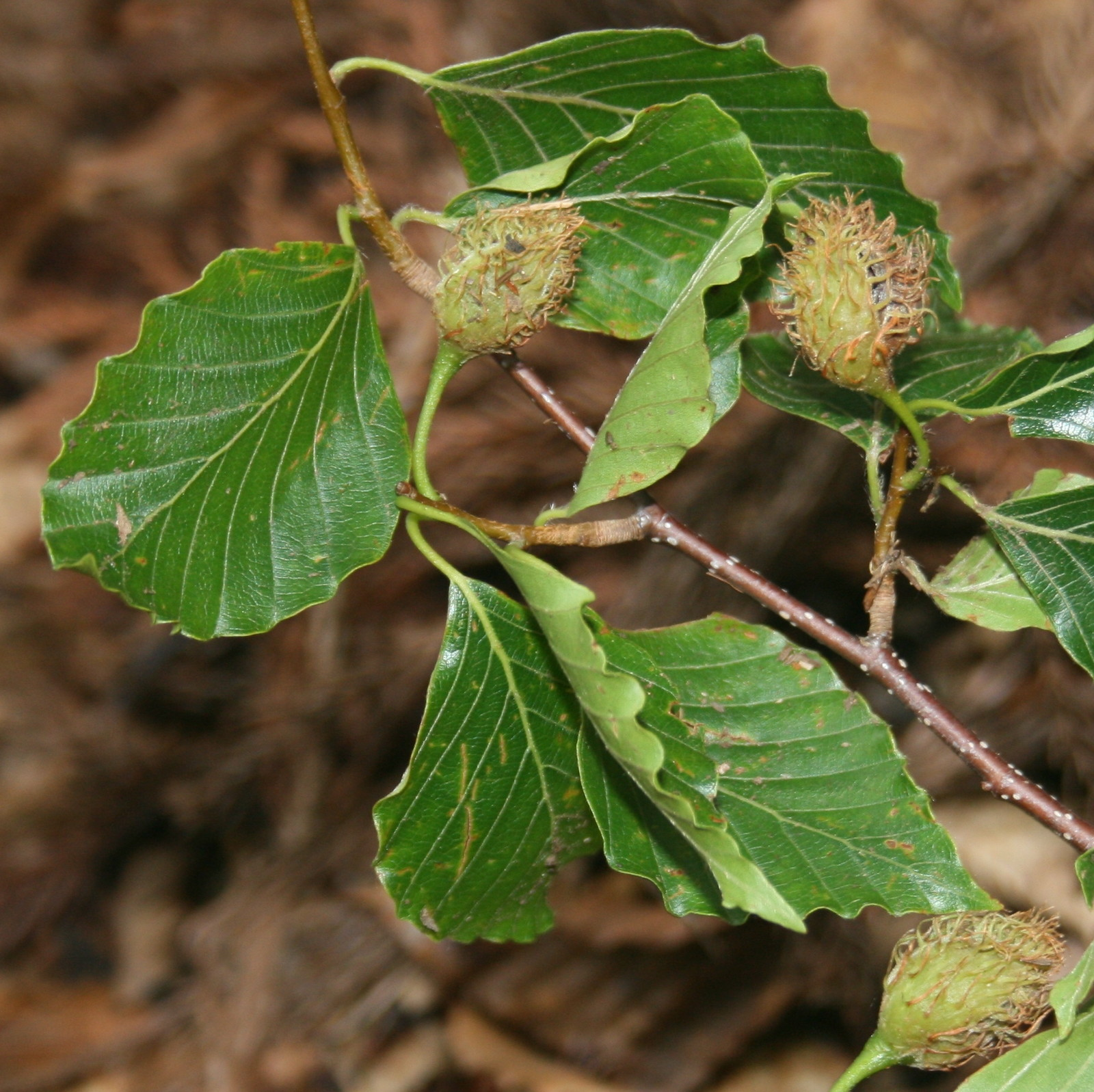
oudere bladeren met vruchten
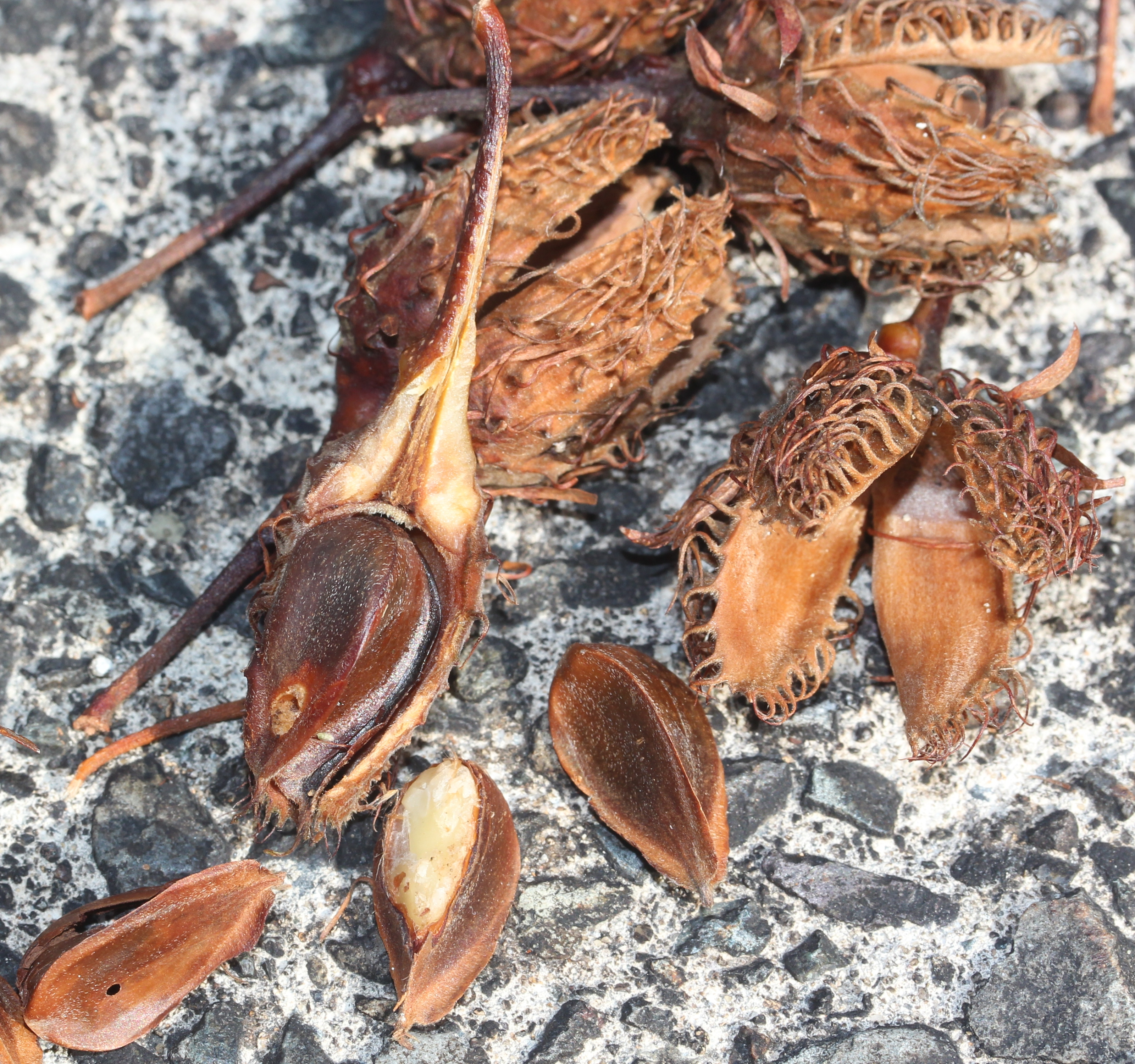
zaden
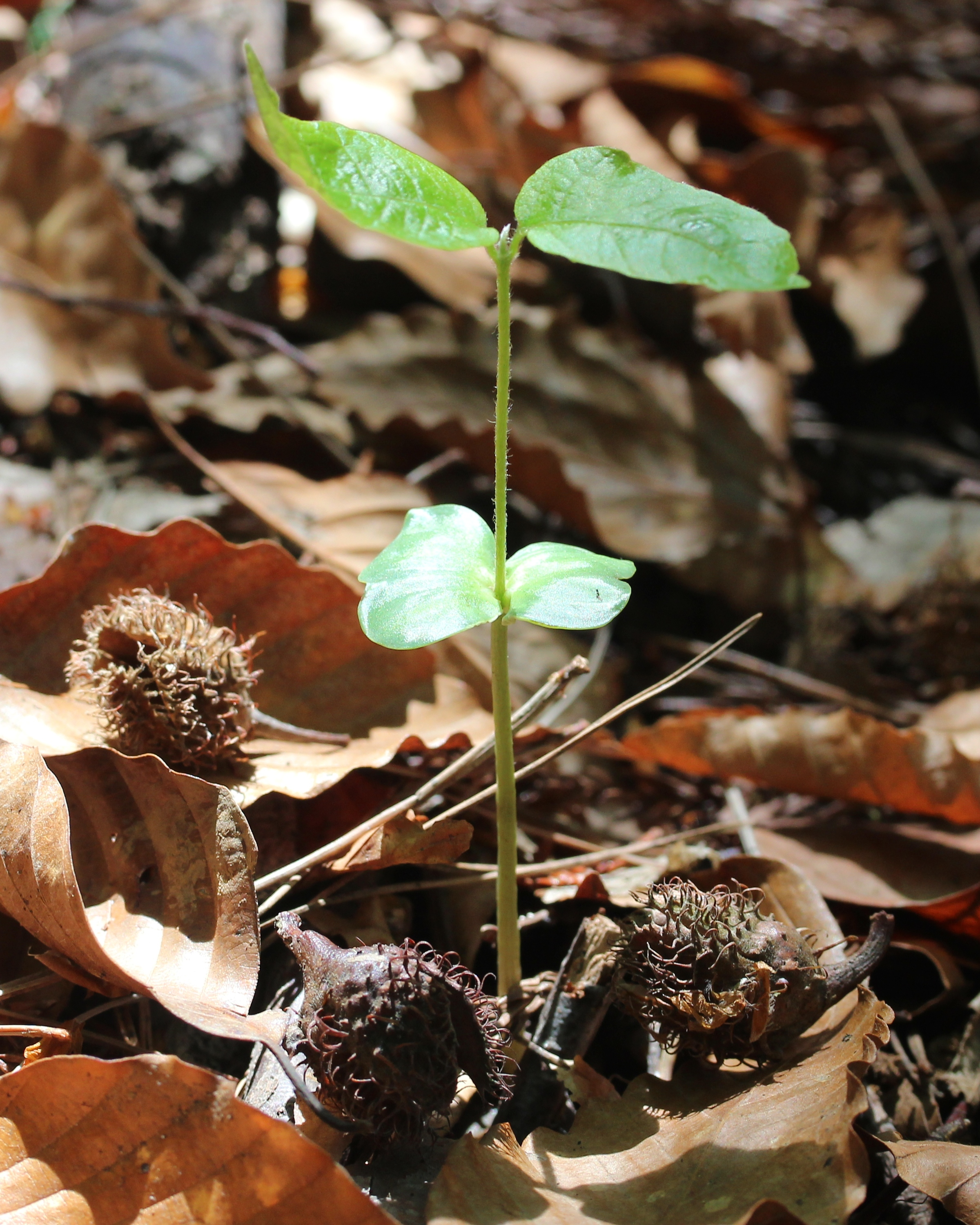
jonge spruit

## Ecologie

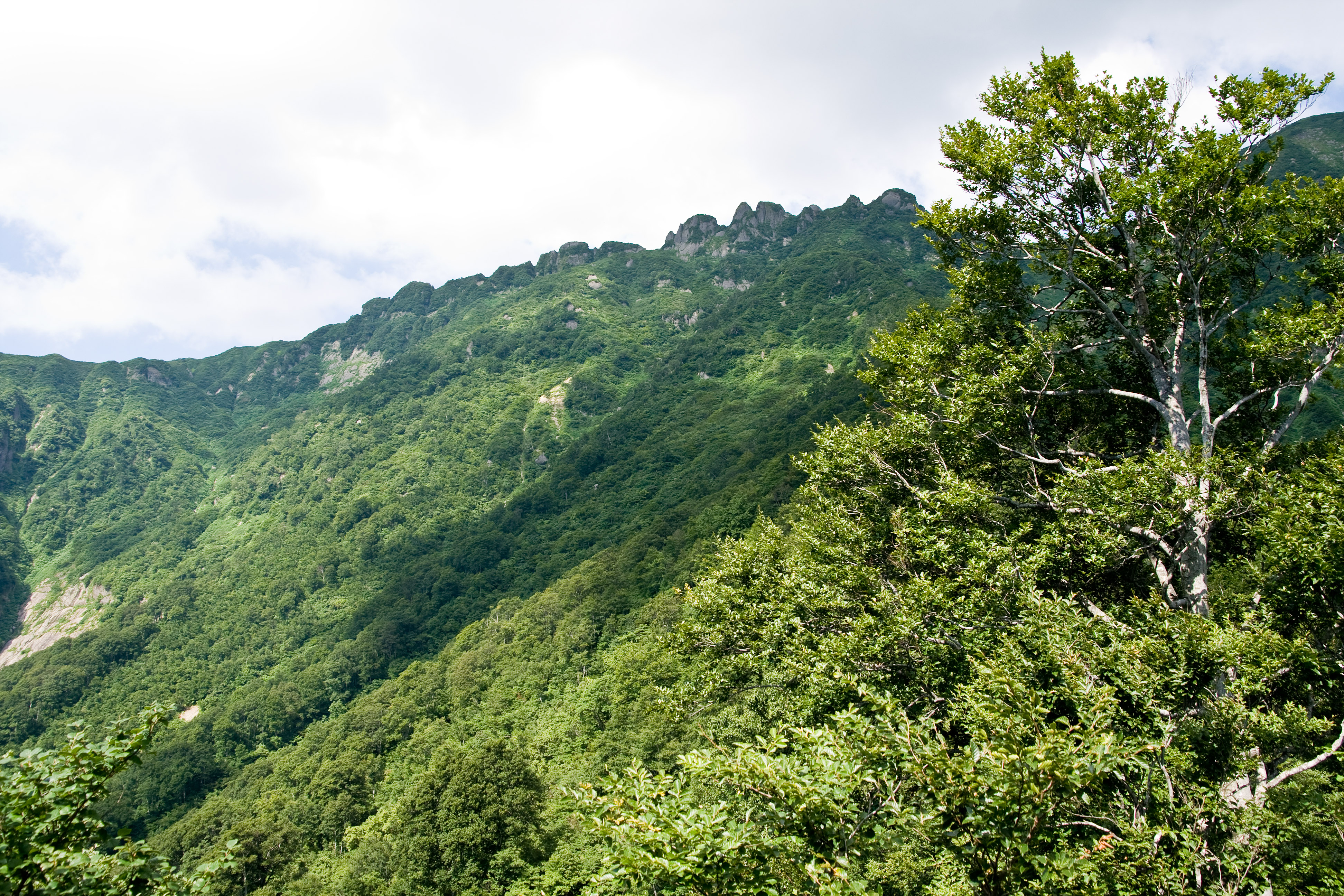
Loofbos gedomineerd door Japanse beuk in Niigata (Honshu).

Japanse beuk groeit op vochtige leem- en zandgronden. In veel Japanse loofbossen is het een van de meestvoorkomende boomsoorten. De jonge blaadjes en de zaden van Japanse beuk zijn eetbaar en dienen voor veel dieren tot voedsel. Stevig hout als dat van de Japanse beuk is favoriet bij veel spechtensoorten. De boom is de belangrijkste nestboom van de zwarte specht en heeft in belangrijke mate bijgedragen aan de verspreiding van deze specht in Japan.

## Verspreiding
Het verspreidingsgebied van Japanse beuk omvat Japan, waar ze endemisch is. De soort komt wijdverspreid voor op de vier grootste eilanden (Hokkaido, Honshu, Shikoku en Kyushu). In het noordoosten van Honshu groeit de soort tot op een hoogte van 1400 meter boven zeeniveau, maar in het zuidwesten van het verspreidingsgebied groeien alleen kleine, geïsoleerde boomgroepen in de bergachtige gebieden.

## Gebruik door de mens

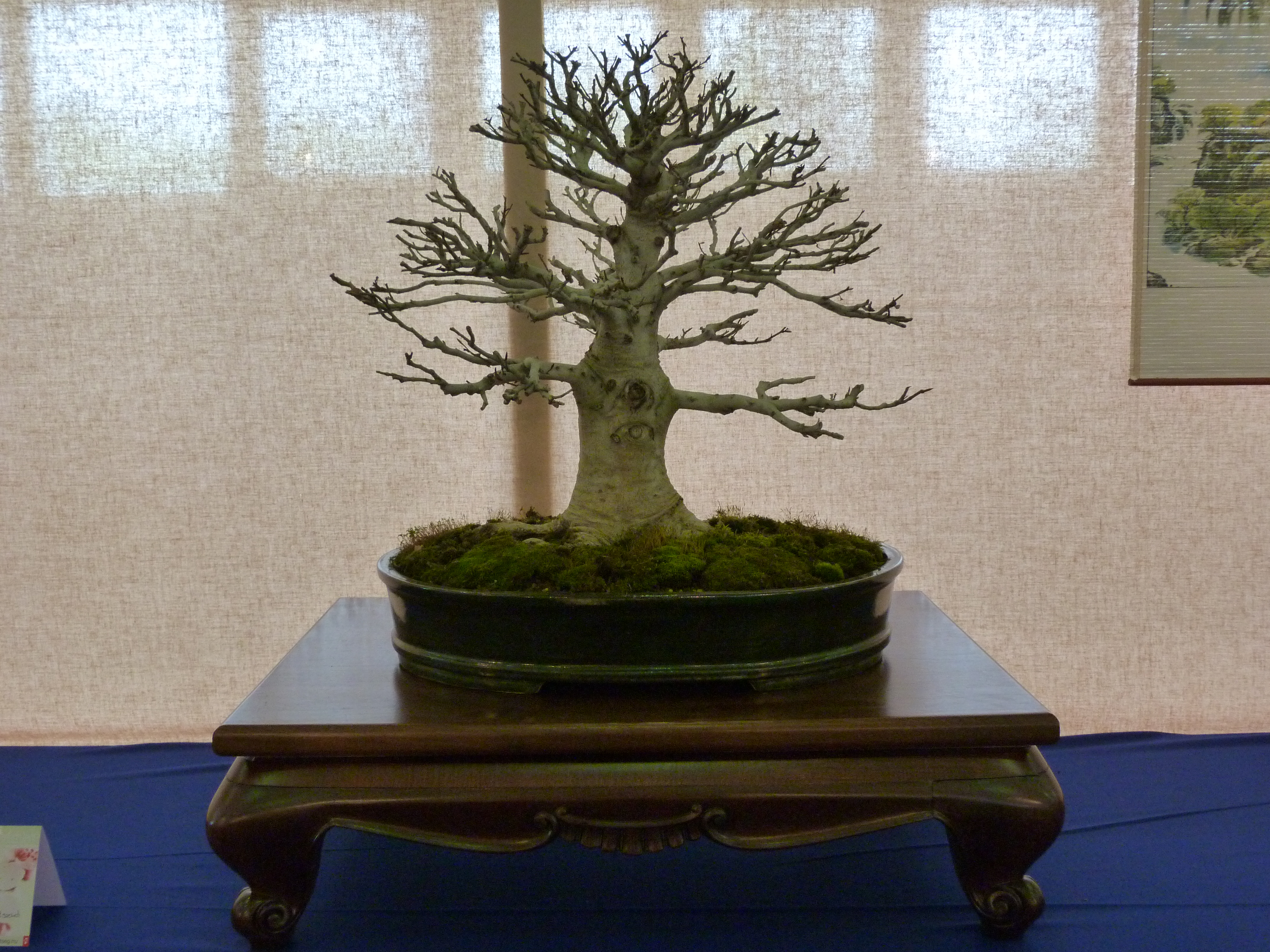
Japanse beuk gekweekt als bonsai.

In Japan wordt Japanse beuk als bonsai gekweekt. De soort is winterhard in Centraal-Europa en wordt soms als sierplant in parken aangeplant. De jonge bladeren zijn rauw geschikt voor menselijke consumptie. De olieachtige zaden kunnen rauw of gekookt worden gegeten, al zijn ze giftig in grote hoeveelheden. De geroosterde zaden kunnen worden gebruikt als surrogaat voor koffie.
... · 
F. crenata (Japanse beuk) · 
F. engleriana (Chinese beuk) · 
F. grandifolia (Amerikaanse beuk) · 
F. hayatae (Taiwanese beuk) · 
F. japonica (Japanse bruine beuk) · 
F. longipetiolata (Zuid-Chinese beuk) · 
F. lucida (glimmende beuk) · 
F. mexicana (Mexicaanse beuk) · 
F. orientalis (oosterse beuk) · 
F. sylvatica (beuk) ·
...